# محمد هادي الأميني
محمد هادي بن عبد الحسين بن أحمد الأميني (22 مارس 1931 - 15 نوفمبر 2000) فقيه شيعي كاتب وشاعر إيراني - عراقي. ولد في تبريز أو يقال النجف وهو الابن الأكبر لعبد الحسين الأميني. نشأ في النجف ودرس بها ثم توجّه إلى جامعة بغداد حيث درس في معهد الدراسات الإسلامية. انتقل إلى طهران سنة 1970. نال درجة الدكتوراه في التاريخ الإسلامي والأدب العربي من جامعة أنقرة في 1979. واصل نشاطه العلمي من التأليف والتحقيق والدراسة وكتابة البحوث والمقالات حتى وفاته في طهران. له مؤلفات بالعربية والفارسية. 

## سيرته
ولد محمّد هادي بن عبد الحسين الأميني التبريزي النجفي في النجف سنة 1352 هـ/ 1934 م أو يقال في تبريز في 4 ذي القعدة 1349/ 22 مارس 1931، أكمل مرحلة المقدمات والسطوح في دروس الفقه الجعفري وأصوله عند والده، بعد ذلك توجّه إلى جامعة بغداد حيث درس في معهد الدراسات الإسلامية وقدّم أطروحته تحت عنوان عيد الغدير في عهد الفاطميين. ثم رجع إلى النجف وأصبح رئيس تحرير صحيفة القدوة وفي عام 1970 هاجر إلى إيران وفي 1979 انتقل إلى تركيا حيث نال درجة الدكتوراه في التاريخ الإسلامي والأدب العربي من جامعة أنقرة. له إجازات من العلماء الشيعة منهم محسن الحكيموأبو القاسم الخوئي ومحمد هادي الميلاني. 

نشر بحوثه ومقالاته في بعض الصحف والمجلات العراقية والعربية كمجلة المكتبة البغدادية وجريدة اليقظة، والقدوة والتوحيد والعدل والفيحاء والعراق. 

توفي في 15 نوفمبر 2000/ 18 شعبان 1421 في طهران ودفن في قُم.

## مؤلفاته
له مؤلفات وبحوث ودراسات بالعربية والفارسية، من تآليفه:
- أعلام نهج البلاغة، 1981
- إلي أبي، مجموعة شعرية بالعربية،  1970
- بطل فخ، 1968
- التدخين والسرطان، 1962
- الشيوعية، ثورة وتآمر، 1959
- الشيوعية:عدوّة الإنسانية، 1960
- عيد الغدير في عهد الفاطميين، 1962
- مخطوطات مكتبة السيد البغدادي، 1963
- مصادر الدراسة عن النجف والشيخ الطوسي، 1965
- معجم رجال الفكر والادب في النجف خلال الف عام، 1964
- معجم المطبوعات النجفية، 1965
- مناعة المجتمع العربي، 1960
- من نوادر مخطوطات مكتبة الحكيم، 1962
- نهج البلاغة وأثره على الأدب العربي، 1981
- بشائر الفجر، ديوان شعر بالعربية